# 大マゼラン雲
大マゼラン雲（だいマゼランうん） （英: Large Magellanic Cloud, LMC） は、かじき座からテーブルさん座にかけて位置する、星や星雲の集合体である銀河である。 

## 解説
Sm 型の棒渦巻銀河とされるが、Irr-I 型の不規則銀河に分類されることもある。小マゼラン雲とともに天の川銀河の伴銀河となっており、アンドロメダ銀河などとともに局所銀河群を構成している。南天にあるため、沖ノ鳥島などのごく一部を除いて日本からは見ることはできない。南半球では、かじき座とテーブルさん座にまたがるぼんやりとした雲のように見える。太陽系からおよそ16万光年（5万パーセク）の距離に位置し、質量は銀河系の10分の1程度、直径は銀河系の20分の1程度の矮小銀河であり、局所銀河群の中ではアンドロメダ銀河 (M31)・銀河系・さんかく座銀河 (M33) に次ぐ4番目に大きなメンバーである。形態は不規則銀河であるが、わずかに棒構造や渦巻構造の痕跡が見られる。このことから、かつては棒渦巻銀河であったものが、天の川銀河との相互作用によって変形を受けて現在の形状になったと考える研究者もいる。将来的には天の川銀河から離れていくと考えられているが、逆に今後20億年以内に天の川銀河と衝突合体するとする説もある。
ハッブル宇宙望遠鏡を使って7年間の観測を行った結果、大マゼラン雲の回転速度が正確に測定され、その中央部は2億5000万年で一回転していることがわかった。
大マゼラン雲には、局所銀河群の銀河の中でも最も活発なスターバースト領域である散光星雲のタランチュラ星雲 (NGC 2070) や、1987年に出現し、宇宙ニュートリノが検出された超新星 SN 1987Aが存在する。

### 呼称
大マゼラン星雲と呼ばれることもあるが、英語名の the Large Magellanic Cloud (LMC) の訳語に当たるため、「- 星雲」ではなく「- 雲」である。日本変光星観測者連盟 (VSOLJ) ローカルでは、さらにこの星雲を銀河に置き換えた大マゼラン銀河という表記が行われている。ラテン語名 Nubecula Major。また大マジェラン雲と表記されたこともある。

## 発見史
南半球の人たちにとっては有史以前から知られており、発見者は特定できない。10世紀イスラームの天文家アル・スーフィーは著書『恒星の書』において、ほぼ北緯12度15分にあるバブ・エル・マンデブ海峡 Babd al Mandab (sic.) を境にして、バグダードやアラビアの北部では観えないが、アラビアの南部では観え、al-Bakr （「白い牛」の意）と呼んでいたと記している。
「- マゼラン雲」の名は、ポルトガルの航海家フェルディナンド・マゼランが1519年の世界周航において記録していたことにちなむ。それ以前の航海者は「ケープの雲」と呼んでいた。
イタリアの航海家アメリゴ・ヴェスプッチが1503年から1504年にかけて行った第3の航海において言及している「3つのカノープス」の1つが大マゼラン雲ではないかと考えられている。また、同じイタリアのアンドレアス・コルサーリが1517年の航海の際に描いたスケッチにも見えている。
1603年ドイツのヨハン・バイエルは星図『ウラノメトリア』において Nubecula Major としており、1679年フランスの宮廷建築家オギュスタン・ロワーエの星図には Nubes Major とある。1801年ドイツのヨハン・ボーデは星図『ウラノグラフィア』（Uranographia ）においてバイエルを踏襲して Nubecula Major とし、なおかつ独立した星座「おおぐも（大雲）座」として扱っていた。
中国の伝統的な星座体系における扱いについては、中国では見えないので古代からの三垣二十八宿には含まれておらず、後に南天の星座が近南極星区の星官として追加された中では、大マゼラン雲（おおぐも座）に相当するものは「夾白」の名で採用された。

## 距離
大マゼラン雲までの距離は様々な標準光源によって計算されており、中でもセファイド型変光星を用いるものが一般的である。セファイド型変光星は、平均光度と変光周期との間に「周期-光度関係」と呼ばれる一定の関係を持つことが知られている。しかしながら、セファイド型変光星は金属量の影響も受けており、金属量が異なるセファイド型変光星は周期-光度関係も異なる。残念なことに、周期-光度関係の較正に用いられる天の川銀河内の典型的なセファイド型変光星は、大マゼラン雲に見られるセファイド型変光星よりも金属量に富んでいる。
2006年には、M106内の様々な金属量のセファイド型変光星を用いて、絶対光度が再較正された。この改良された較正値を用いた研究では、距離係数{\displaystyle (m-M)_{0}=}18.41、または48kpc（約157,000光年）という結果が出ている。この距離は、他の著者によっても確認されている。
異なる測定方法を相互相関させることで距離を限定することができる。現在の残差は、大マゼラン雲の推定サイズよりも小さい。現代の8メートル級光学望遠鏡は、局所銀河群の至る所で食変光星を発見してきた。これらの星系のパラメータは、質量や組成の仮定なしに測定が可能である。また、超新星SN 1987Aの光エコーは、任意の恒星モデルや仮定を必要としない幾何学的測定値である。
2013年3月のネイチャー誌に、距離をより正確に決定するために赤色巨星によって構成される長周期の食変光星を使用した研究の結果が掲載された。この研究結果では、誤差2.2％の精度で 49.97kpc（163,000光年）という距離が得られている。

## ギャラリー

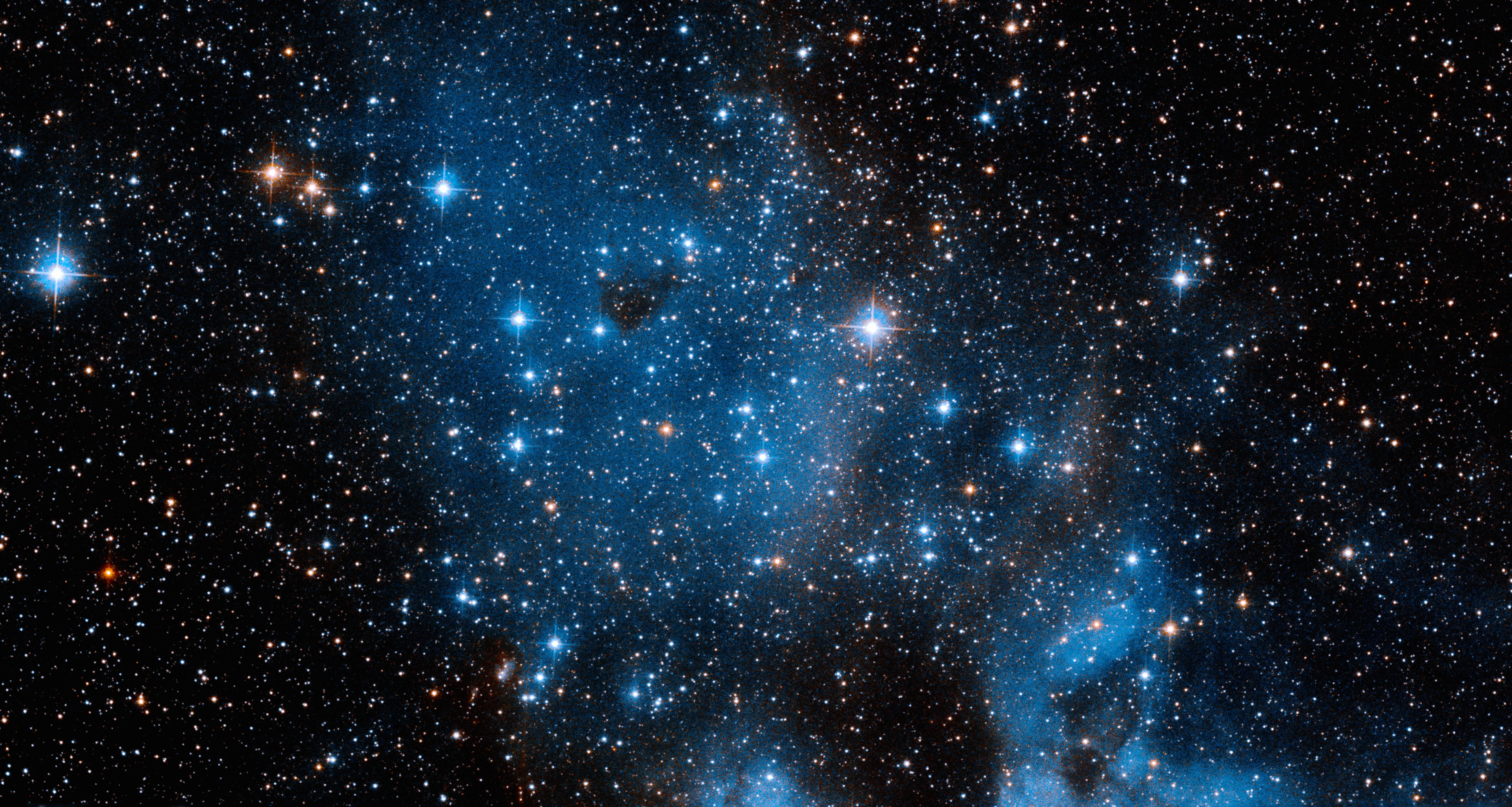
大マゼラン雲にある散開星団NGC1858
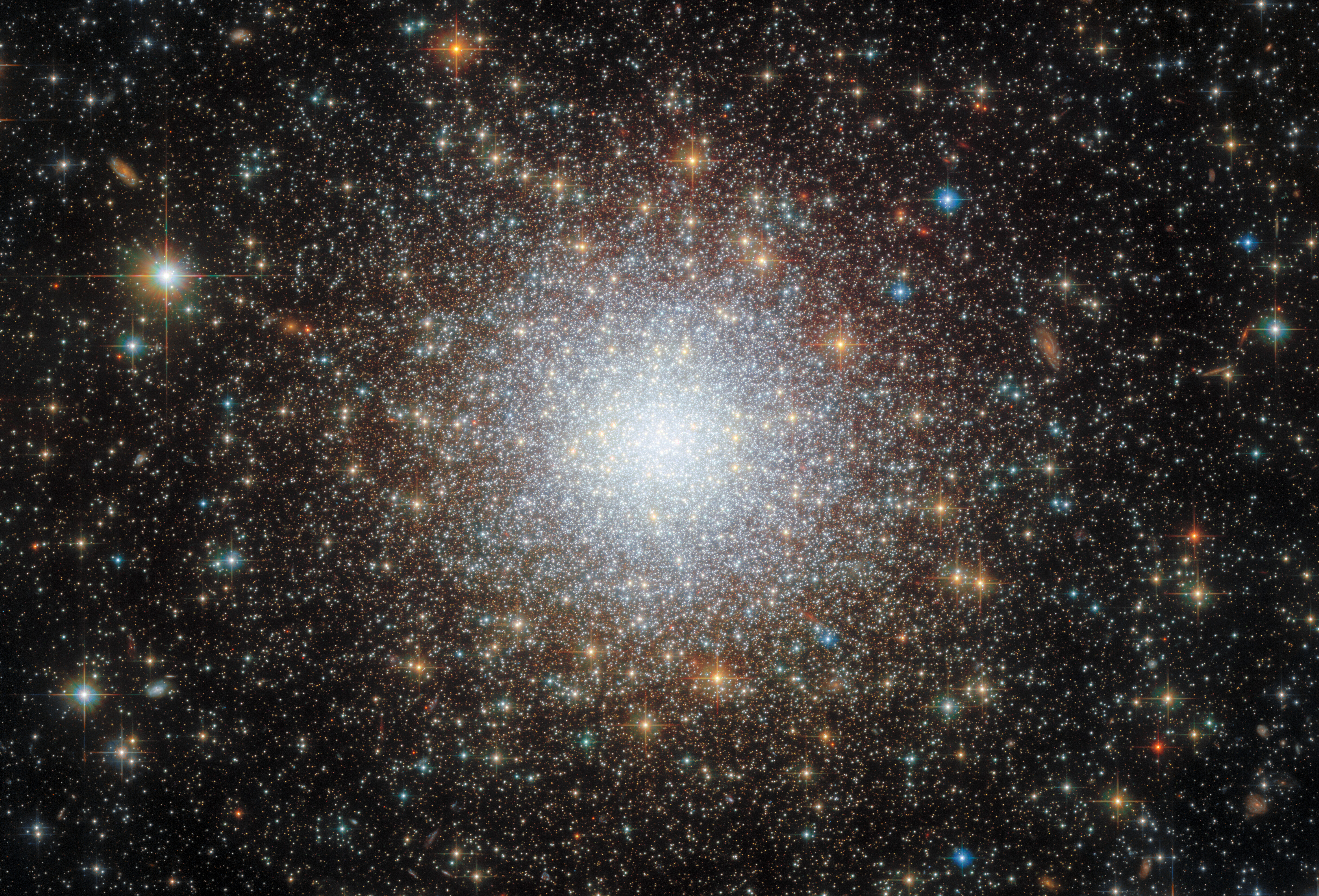
大マゼラン雲にある球状星団NGC2210
N44。中央の空間はスーパーバブルと呼ばれ、250光年の幅がある[23]。